# Acanthagrion amazonicum
Acanthagrion amazonicum är en trollsländeart som beskrevs av Sjöstedt 1918. Acanthagrion amazonicum ingår i släktet Acanthagrion och familjen dammflicksländor. Inga underarter finns listade i Catalogue of Life.